# Barbados na Letních olympijských hrách 2000
Barbados se účastnil Letní olympiády 2000 v 6 sportech. Zastoupen byl 18 sportovci (12 mužů a 6 žen).

## Medailové pozice
| Medaile | Jméno            | Sport    | Disciplína        |
| ------- | ---------------- | -------- | ----------------- |
| Bronz   | Obadele Thompson | Atletika | muži běh na 100 m |